# Francesco Scavullo
Francesco Scavullo (Staten Island, 16 gennaio 1921 – New York, 6 gennaio 2004) è stato un fotografo statunitense specializzato nella fotografia di moda e meglio conosciuto per il suo lavoro sulle copertine di Cosmopolitan e per i suoi ritratti di celebrità.

## Biografia
Nato a Staten Island, Scavullo inizia a perseguire la sua passione per la fotografia di moda sin da piccolo. Ogni volta che la sua famiglia era in vacanza ne approfittava per usare la macchina del padre: le sue prime modelle erano state le sorelle, ricreando ciò che vedeva su Vogue o su Harper's Bazaar. Dopo essersi diplomato nel 1945, Scavullo inizia a lavorare per uno studio che produceva cataloghi di moda. Presto si spostò su Vogue. Scavullo trascorse tre anni come assistente di Horst P. Horst, studiando le sue tecniche. Nel 1948, creò una copertina per Seventeen che gli sancì un contratto con la rivista. Di lì a poco aprì il proprio studio a Manhattan.

Scavullo insieme alla supermodella Gia Carangi a St Barts

Nel 1969, Scavullo ritrasse la cantante Janis Joplin, con una sigaretta in mano, un quadro esposto all'Amon Carter Museum a Fort Worth, in Texas. Il poster del Museo descrive Joplin, morta tragicamente nel 1970, come colta nel "fervore dello spirito libero tipico della rivoluzione controculturale."
Alla fine degli anni settanta eseguì il ritratto fotografico della pittrice Bridget Bate Tichenor.
Alcuni dei più controversi lavori di Scavullo includevano un nudo sulla pagine centrale di Cosmopolitan di Burt Reynolds, e fotografie di una giovane Brooke Shields che alcuni considerarono eccessivamente sessuale.
Francesco divenne anche amico di una giovane adolescente proveniente da Filadelfia, la futura supermodella Gia Carangi, della cui carriera sarà in larga parte artefice. In seguito, quando la dipendenza da eroina della Carangi le rese impossibile trovare lavoro, Scavullo continuò ad impiegarla e a sostenerla fino alla sua morte, causata da complicanze associate all'AIDS.
Il lavoro di Scavullo è stato anche utilizzato nelle copertine di Seventeen, Harper's Bazaar, e Rolling Stone. Pubblicò anche molti libri, dal Scavullo on Beauty del 1976 al Scavullo Nudes del 2000.

### Morte
Scavullo muore di insufficienza cardiaca a 82 anni a New York, il 6 gennaio 2004. Lascia il suo compagno nella vita e nell'arte, Sean Byrnes.